# Polylepis incana x reticulata
Polylepis incana x reticulata là loài thực vật có hoa trong họ Hoa hồng. Loài này được miêu tả khoa học đầu tiên.